# 2011 en Israël
Chronologie d'Israël (en)
- 2007
- 2008
- 2009
- 2010
- 2011
- 2012
- 2013
- 2014
- 2015

Cette page concerne les évènements survenus en 2011 en Israël  :

## Évènement
- Flottille de la Liberté II
- 11 mars : Tuerie d'Itamar
- 7 avril : Attentat du bus scolaire de Shaar HaNéguev
- 14 mai  : Mouvement israélien pour des logements accessibles
- 30 juin : Résolution 1994 du Conseil de sécurité des Nations unies (en)
- 18-26 août : Confrontation israélo-palestinienne
- 11 décembre : Lancement du satellite AMOS-5 (en)

## Sport
- Championnat d'Israël de football 2010-2011
- Championnat d'Israël de football 2011-2012
- 7-11 septembre : Organisation des championnats d'Europe de nage en eau libre

## Culture
- 8 mars : Participation d'Israël au Concours Eurovision de la chanson

### Sortie de film
- Cinq Caméras brisées
- Derniers jours à Jérusalem
- La Femme qui aimait les hommes
- Footnote
- Joe + Belle
- The Law in These Parts
- Lipstikka
- Le Policier
- Restoration
- Traduire

## Décès
- Netiva Ben-Yehuda (en), écrivain.
- David Coren (en), personnalité politique.
- Tuviah Friedman, chasseur de nazis.
- Ze'ev Segal (en), avocat.
- Joseph Shiloach, acteur.